# Luigi Sussi
Luigi Sussi (Gorizia, 1894 – Gorizia, 1961) è stato un chirurgo e politico italiano.

## Biografia
Nato a Gorizia nel 1894 all'interno di una famiglia proprietaria di un'industria per la produzione di cordami, si laureò in medicina, specializzandosi chirurgo, formandosi e affinando le sue tecniche tra Vienna, Roma e Praga. Nel 1925 fu nominato primario di chirurgia dell'ospedale San Giusto di Gorizia, poi dal 1927 direttore dell'ospedale civile.
Docente di patologia chirurgica all'Università degli Studi di Padova, fu inoltre autore di numerose pubblicazioni scientifiche. Aviatore amatoriale, acquistò un velivolo privato e fu negli anni trenta presidente della Reale unione nazionale aeronautica.
Dal 1943 al 1944 ricoprì la carica di podestà di Gorizia, nominato dalle autorità di occupazione germaniche dell'OZAK al loro insediamento dopo l'8 settembre 1943, in quanto profondo conoscitore della Lingua tedesca, e durante il suo mandato fu sempre attento, per quanto in suo potere, a proteggere la popolazione goriziana da rappresaglie di tipo nazifascista.
Nel secondo dopoguerra continuò a lavorare come primario dell'ospedale cittadino, e fu presidente dell'Ordine dei medici chirurghi e degli odontoiatri di Gorizia dal 1950 al 1954.
Deceduto a Gorizia nel 1961.
Nel 2004 è stato restaurato e proiettato Momenti principali di un'isterectomia addominale, documentario medico-scientifico incentrato su un'operazione chirurgica effettuata da Luigi Sussi.